# برونئی
برونئی (به مالایی: Brunei) با نام رسمی برونئی دارالسلام (به مالایی: Negara Brunei Darussalam)، کشوری است در جزیره بورنئو در جنوب شرقی آسیا پایتخت آن بندر سری بگاوان است. برونئی از جنوب با مالزی همسایه است و از شمال به دریای جنوبی چین پیوند می‌خورد. نام رسمی این کشور «کشور برونئی سرزمین آشتی» (به مالزیایی با خط عربی: نڬارا برونی دارالسلام) است. نام "برونئی" از واژهٔ سانسکریت "varun" به معنی اقیانوس گرفته شده‌است
این کشور کوچک با اکثریت مسلمان، در آسیا قرار دارد، بیش تر به دلیل نام پادشاهش و ثروت افسانه‌ای او شناخته شده‌است. جمعیت این کشور در سال ۲۰۲۰ میلادی برابر با ۴۳۶ هزار نفر است و زبان رسمی آن زبان مالایی است.
برونئی در کنار مالزی قرار گرفته‌است و در حقیقت در گذشته به همراه دیگر بخش‌های مالزی یکی از کشورهای تحت‌الحمایه انگلیس بود. برونئی تنها بخش در مجموعه این بخش‌ها است که در سال ۱۹۶۳ ترجیح داد تحت‌الحمایه انگلیس باقی بماند و به توافق‌نامه مالزی نپیوندد.
این کشور در سال ۱۹۸۴ از بریتانیا استقلال یافت و به دلیل داشتن منابع فراوان نفت و گاز، یکی از بالاترین استانداردهای زندگی در جهان را دارد.

## تاریخ
در طول تاریخ تقریباً دور جزیره بونئو متعلق به قلمرو برونئی بود اما در سده نوزدهم سلاطین برونئی بخش کوچکی از قلمرو پیشینشان را زیر حکومت داشتند. بریتانیای کبیر به جایی که به صورت بهشت دزدان دریایی درآمده بود نظم و ترتیب داد و از ۱۸۸۸ تا ۱۹۷۱ این سرزمین را همسود خود کرد.
نفت در سال ۱۹۲۹ کشف شد. در ۱۹۸۴ حکومت سلطان حسن البولکیاه مجدداً برقرار شد. ادعا شده‌است که وی ثروتمندترین مرد جهان است. وی در حال حاضر بزرگ‌ترین کلکسیون اتومبیل دنیا را در اختیار دارد که بسیاری از اتومبیل‌های موجود در آن منحصراً به سفارش وی ساخته شده‌اند.

## سیاست
سلطان که پادشاهی موروثی است با کمک شورای وزیرانی که خود انتصاب می‌کند با صدور فرمان حکومت می‌کند. هیچ حزب سیاسی وجود ندارد.
حاجی حسن البولکیاه سلطان برونئی که گفته می‌شود ثروتمندترین مرد جهان است پس از استعفای پدرش در ۵ اکتبر ۱۹۶۷ جانشین وی شد.
مجلس قانون‌گذاری این کشور در سال ۲۰۰۴ برای نخستین بار پس از ۲۰ سال تشکیل شد. البته سلطان این مجلس را در سال ۲۰۰۵ ملغی کرد و مجلس جدیدی را با ۲۹ کرسی روز بعد از آن تشکیل داد.
قوانین این کشور برگرفته از قوانین انگلیسی است. در برخی بخش‌ها قوانین شرعی دین اسلام در دادگاه‌ها برای مسلمانان ارجحیت دارد.

## تقسیمات کشوری
کشور برونئی به چهار استان (daerah) تقسیم شده که این استان‌ها نیز ۳۸ شهرستان (mukims) را در خود جای داده‌اند. چهار استان این کشور عبارتند از: بلائیت، توتونگ، برونئی-موآرا، و تمبورونگ. پایتخت این کشور بندر سری بگاوان است.

## جغرافیا

جزیره بورنئو که برونئی در آن قرار دارد.

این کشور در شمال غربی کرانه بورنئو واقع شده، و دارای آب و هوای استوایی گرم و مرطوب است.
برونئی متشکل است از دو سرزمین محصور ساحلی. قسمت (بزرگ‌تر) غربی تپه‌دار است؛ سرزمین شرقی بیشتر کوهستانی و جنگلی است.
رود مهم آن برونئی، و بلندترین نقطه این کشور بوکیت پاگون (در مرز مالزی) با ارتفاع ۱۸۵۰ متر است.
برونئی آب و هوای استوایی با بادهای موسمی دارد. بارش باران در سال از ۲۵۰ سانتی‌متر در سواحل تا ۵۰۰ سانتی‌متر در کوهستان‌ها متغیر است.
تقریباً این کشور در کنار مالزی قرار دارد.

## اقتصاد
اقتصاد برونئی برپایه صادرات، نفت، الوار، کائوچو و گاز طبیعی به ژاپن استوار گشته‌است. نفت در سال ۱۹۲۹ کشف شد.
استخراج ذخایر فراوان نفت و گاز طبیعی برونئی را از یکی از بالاترین میزانهای درآمد سرانه در جهان برخوردار کرده‌است، بیشتر غذای مورد نیاز کشور باید وارد شود.
در این کشور ۸۰ هزار و ۲۰۰ خط تلفن ثابت و ۲۵۴ هزار خط تلفن همراه وجود دارد.
برونئی ۱۵ هزار و ۳۴۷ میزبان اینترنتی و ۱۶۵ هزار و ۶۰۰ کاربر اینترنت دارد.
این کشور همواره یکی از ثروتمندترین کشورهای جهان از لحاظ درآمد سرانه است، همچنین مردم کشور در سطح زندگی بسیار بالایی به سر می‌برند.
واحد پول این کشور دلار برونئی است. هر دلار برونئی معادل ۰٫۷۳۶ دلار آمریکاست. هر دلار آمریکا هم معادل ۱٫۳۵ دلار برونئی است. (آوریل ۲۰۲۲).

## مردم
۶۶٪ مردم برونئی از نژاد مالایی می‌باشند و به زبان مالایی سخن می‌گویند. بقیه مردم نیز اکثراً چینی هستند. این مردم اغلب مسلمان و اهل سنت هستند. در کشور جدیداً مساجد زیادی برای مسلمانان ساخته شده.

## فرهنگ
تقریباً ۸۹٪ مردم برونئی باسواد هستند. زبان مالایی در همه مدارس این کشور تدریس می‌شود. البته در برخی مدارس زبان عربی نیز تدریس می‌شود. در کشور برونئی خدمت سربازی اجباری ندارد. مردم این کشور بیشتر به ورزش فوتبال علاقه‌مندند.